# Megalastrum taafense
Megalastrum taafense là một loài dương xỉ trong họ Dryopteridaceae. Loài này được Rouhan, Sundue & R.C.Moran mô tả khoa học đầu tiên năm 2010.
Danh pháp khoa học của loài này chưa được làm sáng tỏ. 